# ستيفن كيلستروب
ستيفن كيلستروب (بالإنجليزية: Steffen Kielstrup)‏ هو مدرب دنماركي ولاعب كرة قدم محترف متقاعد، ولد في 18 أكتوبر 1984، يعمل حاليًا لفريق نادي فايله U17.

## روابط خارجية
- ستيفن كيلستروب على موقع قاعدة بيانات كرة القدم.إي يو (الإنجليزية)